# Shingo Takemoto
Pour les articles homonymes, voir Takemoto.
Shingo Takemoto (竹本シンゴ, Takemoto Shingo) (né le 4 février 1975) est un réalisateur japonais de vidéos pour adultes. Il a également joué dans certaines productions et a participé à la création de deux studios de vidéo pour adultes.

## Carrière
Takemoto fait ses débuts de réalisateur dans la vidéo pour adultes (AV au Japon) en 1998 pour V&R Planning avec Nichikan uwasa no bikini gyaru in ōsutoraria (sortie le 24 juin 1998).
En septembre 2003, Takemoto joue dans le film ECSTASY ～Sasayaku Kuchibiru～ (ECSTASY 〜ささやく唇〜) pour le label de Pandore "V&R Planning". Le film, orienté bisexuel, parle des relations entre une femme et trois hommes,. En mai 2004, Takemoto devient directeur de production à V&R Planning. Takemoto réalise à cette époque quelques films non censurés (sans les mosaïques floutées sur les parties génitales qu'on trouve dans l'ensemble des vidéos pour adultes japonaises) aux États-Unis pour la société Oriental Dream. Il est également acteur dans certains d'entre eux.
En août 2004, Takemoto et d'autres responsables de V&R Planning (Uzumaki Sasaki, Temple Suwa et Taro Kanbe) fondent un nouveau studio, V&R Products, pour se substituer à V&R Planning et avoir davantage de liberté artistique. Takemoto devient le président de la nouvelle société qui distribue ses productions avec l'aide du conglomérat Soft On Demand. Entre 2004 et 2007, Takemoto réalise 39 vidéos à V&R Products.
En 2007 , alors que V&R Products demande une autonomie complète, la compagnie-mère V&R Planning refuse et relève Takemoto et les autres responsables de leurs fonctions. Sous l'impulsion de Takemoto, ils créent une nouvelle société appelée Rocket en octobre 2007 (Takemoto en est le directeur). La nouvelle société sort un premier groupe de cinq vidéos le 17 janvier 2008. Parmi elles il y a un film de Takemoto, Yuka Osawa Having Nakadashi Sex in Her Room,.

## Filmographie

### En tant que réalisateur
| Date de sortie  | Titre | Studio                                  | Distribution                                                    |
| --------------- | --- | --------------------------------------- | --------------------------------------------------------------- |
| 24 juin 1998    | Nichikan uwasa no bikini gyaru in ōsutoraria 完全密着南半球夢の5日間 うわさのビキニギャルinオーストラリア 濡れたバストがステキでしょ () | V&R Planning Noah Select Special SP-433 |                                                                 |
| 15 août 2001    | Bikini Girls MANIAX ビキニギャルＭＡＮＩＡＸ ()                                                                                         | V&R Planning Noah Select Special SP-556 | Kiyoka Sugiura, Saki Segawa                                     |
| 18 janvier 2002 | Sex Friends 2 | V&R Planning Noah Select Special SP-579 | Amateur                                                         |
| 27 août 2002    | Shall You Fuck with Nao Hirosue? 広末奈緒としてみませんか？ ()                                                                          | V&R Planning Vogue VO-224               | Nao Hirosue                                                     |
| 26 août 2007    | Amateur Co-Girls MANIAX 20 素人コギャルズＭＡＮＩＡＸ ２０ ()                                                                           | V&R Products VSPDR-264                  | Ruka Matsubase, Seira Shimatani & Kimi no Hitomi (きみのひとみ) |
| 17 janvier 2008 | Yuka Osawa Having Nakadashi Sex in Her Room 大沢佑香が自分の部屋で中出しSEX ()                                                          | Rocket RCT-003                          | Yuka Osawa                                                      |
| 6 novembre 2008 | Virgin Masami Inoue 処女 井上まさみ ()                                                                                                  | Rocket RCT-065                          | Masami Inoue                                                    |
| 19 février 2009 | Nakadashi Sex Within My Own Room 辻さきが自分の部屋で中出しSEX ()                                                                       | Rocket RCT-093                          | Saki Tsuji                                                      |